# Eusarcus argentinus
Eusarcus argentinus is een hooiwagen uit de familie Gonyleptidae.